# Wiesenbach (Schwaben)
Wiesenbach er en kommune i Landkreis Günzburg i Regierungsbezirk Schwaben i den tyske delstat Bayern.
Den er en del af Verwaltungsgemeinschaft Krumbach.

## Geografi
Wiesenbach ligger i Region Donau-Iller.
I kommunen ligger landsbyerne Oberegg, Oberwiesenbach og Unterwiesenbach der blev samlet til en kommune i 1978.